# 尼康D610
尼康D610（Nikon D610）是Nikon公司于2013年10月于发布的入门级全画幅数码单反相机。是取代D600的后续机型。
与上一代机型一样，尼康D610也采用了2426万有效像素的索尼IMX128影像传感器。输出的最大分辨率可达6016×4016（约2416万）像素。
尼康D610更换了全新的快门组件，彻底解决了上一代D600的“掉渣门”问题。
同时，尼康D610使用升级的EN-EL15锂离子可充电电池。
与上一代机型相比，连拍速度由D600的5.5张/秒提高至6张/秒，并增加了安静连拍模式（Qc），安静连拍速度可达3张/秒。除此之外，更準確的自動白平衡也是其賣點之一。